# Золтан (велик княз на маджарите)
Золтан или Жолт е най-младият, четвърти син на унгарския (маджарски) вожд (княз) Арпад. Золтан е владетел на унгарците през първата половина на X век.